# Темпті-Хумбан-Іншушинак II
Темпті-Хумбан-Іншушинак II (д/н — бл. 550 до н. е.) — цар Еламу.

## Життєпис
Походив з Аяпірської династії (Таххі-хі). Син царя Шілках-Іншушинака III. Спадкував владу десь у 560-х роках до н. е. Відомий з цегли та фрагментів стел із Суз, що свідчить про активну будівельну діяльність володаря.
На стелах він згадує про успішні походи проти народів балахуте і лаллар, можливо, проти гірських племен, оскільки малоймовірні його війни з персами, васалами мідії. Цим порушувався б мир з Вавилонією.
Помер або був повалений близько 550 року до н. е. Халкаташем, який став останнім царем Еламу — його було повалено перським царем Киром II у 549/548 році до н. е., а державу приєднано до Персії.